# Глубокий воздух
«Глубокий воздух» — понятие в среде скуба-дайверов, указывающее на тип погружения: глубины более 66 метров, при погружении на которые в качестве дыхательной смеси используется воздух. При проведении таких спусков на аквалангиста действуют азотный наркоз, а также пловец подвергается токсическому действию кислорода.
Самой большой проблемой глубокого воздуха является то, что дайверы пытаются совершать такие погружения зачастую без соответствующего обучения, подготовки, оборудования. Несмотря на регулярные сообщения о гибели пловцов, количество желающих нырять глубоко на сжатом воздухе не уменьшается. Уменьшение в дыхательной смеси количества кислорода, уменьшает вероятность кислородного отравления, а уменьшение количества азота, снижает вероятность азотного наркоза.

## Обучающие системы
PSA (Professional Scuba Association) проводит обучение по курсу Narcosis Management, результатом которых является разрешение на погружения на воздухе до глубины в 67 метров (Level VI) и 73 метра (Level VII). До середины 2005 года существовал курс Deep Air, уровень VI которого давал разрешение на погружения до глубины 73 метра, а уровень VII — до 91 метра (300 футов).

## Рекорды
Следует помнить, что все последние рекорды устанавливались с привлечением скуба-дайверов поддержки, использующих газовые смеси с содержанием гелия.
- Фредрик Дюма — 93 метра.
- Брет Гилльям — 137 метров.
- Марк Эндрюс — 150 метров, 27 июля 1999 года[5].
- Ден Меньон — 154 метра.